# Heterotrissocladius kamibeceus
Heterotrissocladius kamibeceus är en tvåvingeart som beskrevs av Sasa och Hirabayashi 1993. Heterotrissocladius kamibeceus ingår i släktet Heterotrissocladius och familjen fjädermyggor. Inga underarter finns listade i Catalogue of Life.